# Ted Yoho
Theodore Scott Yoho (13 de abril de 1955), más conocido como Ted Yoho, es un veterinario, empresario y político estadounidense. El congresista representa actualmente al 3.° Distrito Congresional de Florida. Fue elegido para el 113.º Congreso en noviembre de 2012 y ganó la reelección para su cuarto mandato en el 116.º Congreso de los Estados Unidos. Pertenece al Partido Republicano. 

## Primeros años y carrera
Ted nació en Minneapolis, Minnesota el 13 de abril de 1955. Ted se mudó al sur de Florida, donde conoció a su esposa Carolyn en cuarto grado y se casó con ella a los 19 años. Después de completar grado de asociado en Broward College, Ted y Carolyn se mudaron a Gainesville, donde Ted se inscribió en la Universidad de Florida. Se graduó en 1983 con su Licenciatura en Ciencia Animal y Doctorado en Medicina Veterinaria.
Antes de servir en el Congreso, fue propietario de una pequeña empresa veterinaria durante 30 años.
En 2012, ganó las elecciones para el Congreso ante Cliff Stearns, quien había ocupado el puesto desde 1988. Los reportes muestran que Yoho ganó por 829 votos, apenas el 1.1% de votos. Sin embargo, ganó la elección general contra el Demócrata J. R. Gaillot 65% contra 32%. El 10 de diciembre de 2019, Yoho declaró que no buscaría la reelección en 2020, haciendo valer el compromiso de límite de mandatos que criticó duramente años atrás a Cliff Stearns.
Durante sus años en el Congreso, Yoho ha participado en el Comité de Agricultura, el Comité de Asuntos Extranjeros y el Comité de Estudio Republicano.

## Membresías
Ted es miembro de la Asociación Americana de Medicina Veterinaria, Asociación Americana de Médicos Veterinarios de Equinos, Asociación de Ganaderos de Florida, Asociación Médica Veterinaria de Florida y la Asociación Nacional del Rifle.

## Controversias políticas
En julio de 2020 se generó una controversia debido a una agresión verbal hacia la congresista Alexandria Ocasio-Cortez. Un periodista de The Hill, Mike Lillis, aseguró haber escuchado insultos sexistas por parte de Ted hacia Alexandria. La controversia le ocasionó a Ted problemas con la organización cristiana Pan para el Mundo (en inglés, Bread for the World) de la cual era miembro de la Junta Directiva. La opinión de los medios es sesgada, con unos expresando que Ted fue removido de la organización, y otros, alegando que fue él mismo quien renunció.

## Vida personal
Ted y su esposa Carolyn tienen un hijo llamado Tyler, y dos hijas que llevan por nombre Katie y Lauren.